# Puerto Rico en los Juegos Olímpicos de Calgary 1988
Puerto Rico estuvo representado en los Juegos Olímpicos de Calgary 1988 por nueve deportistas, ocho hombres y una mujer, que compitieron en tres deportes.
La portadora de la bandera en la ceremonia de apertura fue la esquiadora alpina Mary Pat Wilson. El equipo olímpico puertorriqueño no obtuvo ninguna medalla en estos Juegos.